# Guerrier aigle

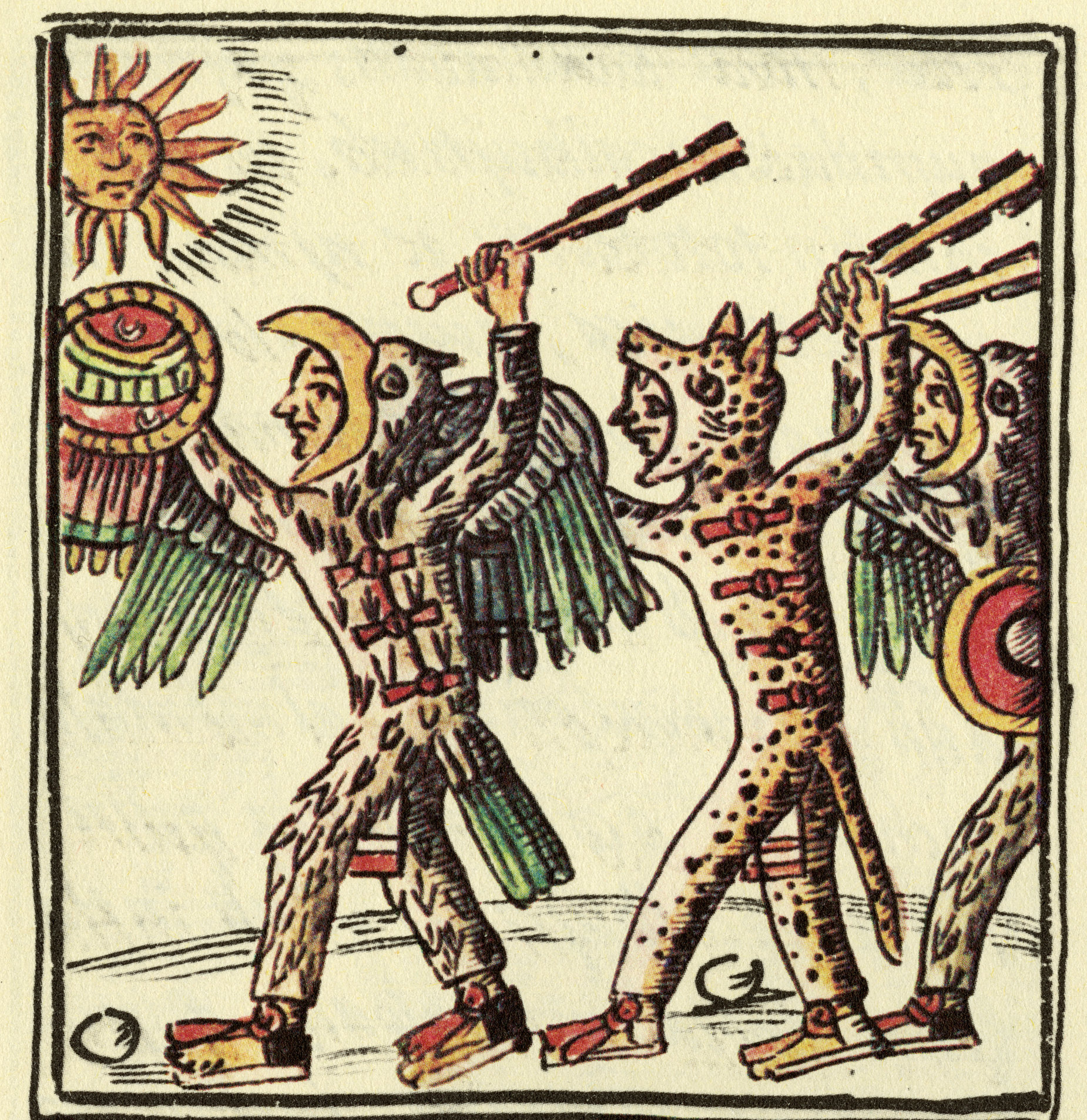
Guerrier aigle aztèque (à gauche), selon le codex florentin.

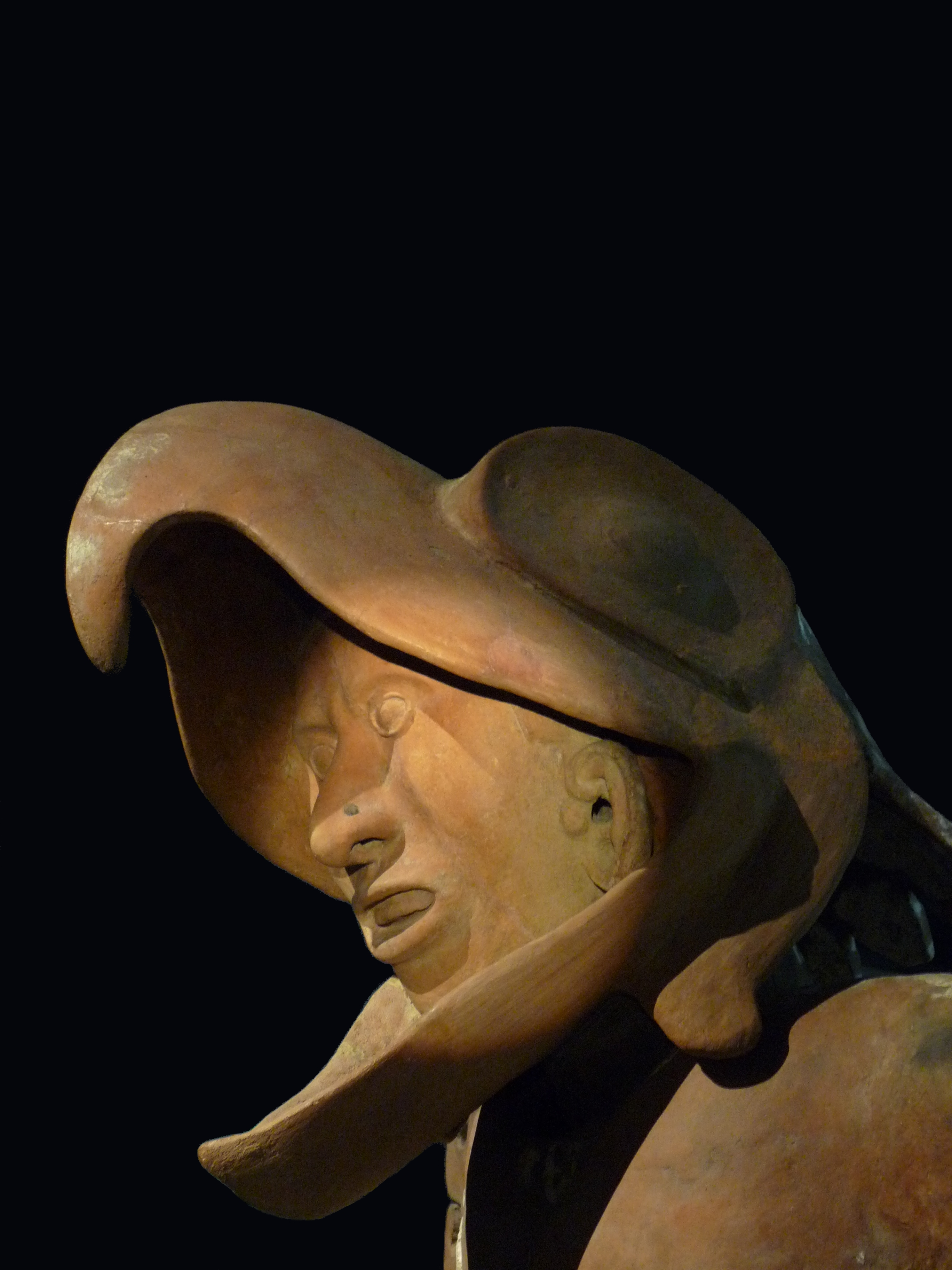
Tête d'une statue en argile de guerrier aigle, retrouvée dans la Maison des Aigles du Templo Mayor. Le guerrier porte un casque en forme de tête d'aigle. Son visage émerge du bec de l'animal.

Les guerriers aigles (du terme « cuāuhpipiltin », au singulier « cuāuhpilli », signifiant « noble aigle » en nahuatl classique, et également traduit par chevaliers aigles) étaient une classe particulière de l'infanterie de l'armée aztèque. Ils représentaient, avec les guerriers jaguars, l'élite combattants (« cuauhtlocelotl »).
Ce statut était donné aux meilleurs guerriers, aussi bien de la noblesse (« pipiltin ») que roturiers (« macehualtin »), qui réussissaient à capturer au moins quatre prisonniers en une seule bataille. Comme l'indique le suffixe « pilli » de « cuāuhpilli », les descendants de ces guerriers d'élites étaient traités comme des nobles, et pouvaient donc notamment bénéficier de l'éducation militaire dispensée dans les « calmecac ». Il existe peu de témoignages du rôle exact qu'ils jouaient dans les batailles. 
Leur statut social élevé leur donnait droit à certains privilèges : porter des bijoux et des vêtements particuliers, porter des sandales dans le palais royal, manger de la chair humaine et boire de l'octli en public, entretenir des concubines et dîner au palais royal.